# TRACES
TRACES (englisch TRAde Control and Expert System) ist ein am 1. April 2004 von der Europäischen Union (EU) eingeführtes Datenbanksystem, mit dem der gesamte Tierverkehr innerhalb der EU sowie aus der und in die EU erfasst wird. Grundlage ist die Entscheidung 2003/623/EG der Europäischen Kommission vom 19. August 2003 über die Entwicklung eines integrierten EDV-Systems für das Veterinärwesen.
Ziel des Systems ist es, die Arbeit der Veterinärbehörden besser zu vernetzen, um zum Beispiel potenzielle Infektionsträger von Tierseuchen nach Ausbruch einer Tierseuche in anderen Beständen aufzufinden. Außerdem enthält das System eine Liste der Betriebe in Nicht-EU-Staaten, die Erzeugnisse tierischen Ursprungs in die EU ausführen dürfen. TRACES ersetzt das bis dahin verwendete System ANIMO (ANImal MOvement).
Im EU-Binnenmarkt erfolgt die Eingabe von Tierbewegungen online direkt durch das versendende Unternehmen. Dieses übersendet die Angaben an die jeweils zuständige Veterinärbehörde, wo sie validiert und an den Empfänger der Tiere sowie an das Zentralregister in Frankreich übermittelt werden.
TRACES-NT (NT - New Technology) ist das Nachfolgesystem des klassischen TRACES. Während das klassische TRACES eine eigene Benutzerverwaltung besitzt, wird zum Zugriff auf TRACES-NT ein sog. „EU-Login“ benötigt, d. h. der bisherige (klassische) TRACES-Zugang kann für TRACES-NT nicht benutzt werden.

## Präambel
Mit dem Fortschritt moderner Veterinärmedizin und Lebensmittelhygiene haben Staaten seit dem Ende des 19. Jahrhunderts parallel zu den Zollstrukturen nach und nach auch Veterinärkontrollstrukturen aufgebaut: die Grenzkontrollstellen (GKS). Diese Strukturen sollen beim Import die Sicherheit von Produkten tierischen Ursprungs garantieren sowie zur Vorbeugung gegen Tierseuchen (Epizootien) und auf den Menschen übertragbaren Tierkrankheiten (Zoonosen) dienen.
Im Rahmen ihrer ersten Säule hat die Europäische Union in den 1990er Jahren die Machbarkeit eines europaweiten Rechnernetzwerkes für Lebensmittelsicherheit und Tiergesundheit untersucht, um der doppelten Herausforderung – Vertiefung des Binnenmarktes und Verbraucherschutz – begegnen zu können.
TRACES wurde als Ersatz der alten Netzwerke ANIMO und SHIFT im April 2004 in Betrieb genommen.

## Definition des TRACES-Netzwerks
TRACES steht für TRAde Control and Expert System, dieses Akronym soll die Nachverfolgbarkeit als Kernelement des Systems bei der Lebensmittelsicherheit hervorheben. TRACES ist ein Netzwerk für Veterinärwesen und Tierschutz, das den Transport sowie die Ein- und Ausfuhr von Produkten tierischen Ursprungs und lebenden Tieren überwacht. In der Generaldirektion für Gesundheit und Verbraucher, Direktion D, Referat D.1 ist die Abteilung TRACES für den Betrieb verantwortlich. Die Gründungsakte für das TRACES-Netzwerk ist die Entscheidung 2003/623/EG der Kommission vom 19. August 2003.
Diese Entscheidung enthält einen ausdrücklichen Verweis auf das Internet, und zwar durch Erwähnung der Richtlinie 1999/93/EG des Europäischen Parlaments und des Rates im Absatz 3 der Erwägungsgründe:

„[…] sollen die Sicherheit des elektronischen Datenaustauschs und das Vertrauen zu ihm hergestellt und seine Verwendung durch die nationalen Behörden zur Kommunikation untereinander sowie mit den Bürgern und den Wirtschaftsteilnehmern erleichtert werden.“

Im Geiste dieser Richtlinie verbindet TRACES über das Internet die Veterinärbehörden der Mitgliedstaaten und der teilnehmenden Drittstaaten sowohl auf der Ebene der Zentralverwaltungen als auch auf der der dezentralisierten Kontrolleinheiten (z. B. Grenzkontrollstellen) mit den Wirtschaftsteilnehmern.
TRACES ist ein mehrsprachiges Netzwerk, das alle offiziellen EU-Sprachen abdeckt. Es hält in elektronischer Form die Gesundheitsbescheinigungen, die die Transporte von Tieren und Tierprodukten begleiten, vor: Gemeinsames Veterinärdokument für die Einfuhr von Tierprodukten (GVDEP) gemäß Entscheidung 2003/279/EG der Kommission vom 15. April 2003 und Gemeinsames Veterinärdokument für die Einfuhr von Tieren (GVDET) gemäß Verordnung 2004/282/EG der Kommission vom 18. Februar 2004.
TRACES benachrichtigt im Falle eines Transports von Erzeugnissen oder lebenden Tieren in elektronischer Form ausgehend vom Herkunftsort alle Zwischenaufenthaltsorte und den Zielort. Jeder an einem Transport Beteiligte informiert außerdem die anderen Beteiligten, dadurch kann der Verlauf lückenlos verfolgt werden.
TRACES hat ebenfalls die Funktion des Systems SHIFT übernommen, insbesondere die Verweise auf anzuwendende Europäischen Gesetzestexte, die Verwaltung der Liste der Drittstaatenbetriebe die zum Export in die EU zugelassen sind und die Speicherung der zurückgewiesenen Sendungen samt den Gründen der Zurückweisung, letzteres um eine betrügerische Einfuhr über eine andere Kontrollstelle zu verhindern. Wirtschaftsbeteiligte können den ersten Abschnitt des Dokuments selbst ausfüllen und so den elektronischen Prozess der für den Transport von Tieren und Produkten obligatorischen Bescheinigung starten.
Die europäischen Institutionen haben das Internet zwar erst mit Verspätung für ihre professionellen Zwecke entdeckt, mit TRACES aber nimmt die Kommission die rein elektronische Verwaltung vorweg und bereitet den Weg zu vollkommen papierlosen Verfahren.
In der Gesetzgebung, die den Transport von Tieren und Erzeugnissen regelt, ist nur von einer materiellen Bescheinigung auf Papier die Rede. Obwohl die Entscheidung 2004/292/EG der Kommission vom 30. März 2004 die Nutzung von TRACES durch Mitgliedstaaten und Wirtschaftsbeteiligte ab dem 31. Dezember 2004 vorschreibt, muss ein Transport immer von einer Papierversion der Bescheinigung begleitet sein.

## Geschichte
Vor TRACES hat die Europäische Union zweimal versucht ein rechnergestütztes Netzwerk für Lebensmittelsicherheit und die Überwachung von Tiertransporten und Transporten von Produkten tierischen Ursprungs einzuführen.

### Das ANIMO-Netzwerk
ANIMO steht für ANImal MOvement system und war ein rechnergestütztes System zur Nachverfolgung von Tiertransporten. Das System SHIFT war für den Transport von Gütern vorgesehen. Die Richtlinie 90/425/EWG des Rates vom 26. Juni 1990 zur Regelung der veterinärrechtlichen und tierzüchterischen Kontrollen im innergemeinschaftlichen Handel mit lebenden Tieren und Erzeugnissen im Hinblick auf den Binnenmarkt besagt in Artikel 20 Absatz 1:

„Die Kommission schafft nach dem in Artikel 18 genannten Verfahren ein informatisiertes System zum Verbund der Veterinärbehörden, insbesondere für einen leichteren Informationsaustausch zwischen den zuständigen Behörden der Regionen, in denen die die Tiere und tierischen Erzeugnisse begleitenden Gesundheitszeugnisse oder Dokumente ausgestellt wurden, und den zuständigen Behörden des Bestimmungsmitgliedsstaats.“

Die Richtlinie 91/496/EWG des Rates vom 15. Juli 1991 legte die Grundregeln für die Veterinärkontrollen von aus Drittländern in die Gemeinschaft eingeführten Tieren fest. Die Richtlinie 97/78/EG des Rates vom 18. Dezember 1997 legte die Grundregeln für die Veterinärkontrollen von aus Drittländern in die Gemeinschaft eingeführten Erzeugnissen fest.
Infolge dieser Richtlinien des Rates hat die Kommission zu Beginn der 1990er Jahre das Informationssystem ANIMO definiert. Dies geschah in mehreren Richtlinien und Entscheidungen der Kommission, insbesondere durch die Entscheidung 91/398/EWG der Kommission vom 19. Juli 1991 über ein informatisiertes Netz zum Verbund der Veterinärbehörden (ANIMO).
Die Kommission hat, in ihrer Entscheidung 91/638/EWG vom 3. Dezember 1991 zur Bestimmung eines gemeinsamen Server-Zentrums für das informatisierte Netz ANIMO, eine Ausschreibung veröffentlicht.
In ihrer Entscheidung 92/373/EWG vom 2. Juli 1992 hat die Kommission ein Server-Zentrum bestimmt, das Unternehmen EUROKOM (Avenue de la Joyeuse Entrée 1, B-1050 Brüssel). Die Entscheidung 92/486/EWG der Kommission vom 25. September 1992 legte die Modalitäten der Zusammenarbeit zwischen dem Server-Zentrum ANIMO und den Mitgliedstaaten fest.
Die Entscheidung 93/70/EWG der Kommission vom 21. Dezember 1992 präzisierte die Kodifizierung der ANIMO-Mitteilung. Diese Kodifizierung unterschied sich von der derzeit im TRACES System genutzten, welche tatsächlich dem Kode der kombinierten Nomenklatur der Weltzollorganisation entspricht.
Die Entscheidung 2002/459/EG der Kommission vom 4. Juni 2002 legte die Liste der Einheiten des informatisierten Netzes ANIMO fest und hob die Entscheidung 2000/287/EG auf.
Das ANIMO-Netz wurde von den damaligen Mitgliedstaaten sowie von der Schweiz, Norwegen, Island, den Fürstentümern Andorra und San Marino, Slowenien, Malta und Zypern genutzt. ANIMO hat aber nichts anderes getan als seine Nachricht von der Veterinärbehörde des Herkunftsortes an diejenige des Bestimmungsortes zu senden, dabei wurde eine Kopie an die Behörden der durchquerten Mitgliedstaaten gesandt. Diesem System mangelte es an Interaktivität, und es war im Grunde genommen nur eine gesicherte Nachrichtenübermittlung zwischen den Veterinärbehörden der teilnehmenden Staaten.
Das ANIMO-System erlaubte die Rückverfolgung von Tieren oder Erzeugnissen und konnte im Falle eines Problems die Veterinärbehörden des Bestimmungsortes vorwarnen und eventuell Kontrollen durchzuführen. Dies funktionierte natürlich nur, wenn die entsprechenden Daten auch tatsächlich korrekt eingegeben worden waren, was nicht immer der Fall war. Insbesondere fehlte eine Datenbank über die aktuelle Gesetzgebung den Import aus Drittstaaten betreffend. Die Suche nach der konsolidierten Gesetzgebung führte oft zu unnötigen Wartezeiten und manchmal sogar zur Einfuhr von nicht zugelassenen Tieren.
Das System ANIMO verfügte nicht über eine Speicherung der zurückgewiesenen Sendungen, so dass eine solche Sendung eventuell über eine andere Grenzkontrollstelle eingeführt werden konnte. Außerdem wurden auch keine anderen statistisch verwertbaren Daten über Transporte von Tieren oder Erzeugnissen gehalten. Aus diesem Grund und weil ANIMO ausschließlich Tiertransporte betraf, entwickelte die Kommission ein anderes Netz für die Einfuhr von tierischen Produkten: Das Netz SHIFT.

### Das SHIFT-Netzwerk
SHIFT ist ein Akronym für System to assist with the Health controls of Import of items of veterinary concern at Frontier inspection posts from Third countries ‚Assistenzsystem für Gesundheitskontrollen von Einfuhren mit tiergesundheitlicher Bedeutung an den Grenzkontrollstellen‘. Die Notwendigkeit ein solches System zu entwickeln ist festgehalten in der Entscheidung 88/192/EWG des Rates vom 28. März 1988. Artikel 1 besagt: „Die Kommission arbeitet ein Programm für die Entwicklung der Automatisierung tierärztlicher Einfuhrverfahren (SHIFT-Projekt) aus.“
Die folgende Entscheidung 92/438/EWG des Rates vom 13. Juli 1992 über die Informatisierung der veterinärmedizinischen Verfahren bei der Einfuhr (SHIFT-Projekt), zur Änderung der Richtlinien 90/675/EWG, 91/496/EWG und 91/628/EWG sowie der Entscheidung 90/424/EWG und zur Aufhebung der Entscheidung 88/192/EWG (92/438/EWG) präzisierte das Ganze. In dieser Entscheidung wird die Verantwortlichkeit der Kommission für die Organisation eines solchen Systems bestätigt.
Zu Anfang war das ANIMO Netzwerk für die informationstechnische Verwaltung der gesundheitlichen Aspekte bei Einfuhren von Tieren und Erzeugnissen tierischen Ursprungs aus Drittländern konzipiert und bestand aus den folgenden drei Teilen:
1. CIRD SHIFT: Community Import Requirement Database ‚Datenbank für (legale) Anforderungen bei der Einfuhr‘, sollte den Amtstierärzten bei den Grenzkontrollstellen die aktuelle Gesetzgebung zur Verfügung stellen. Dieser Teil des Systems sollte auch der Verifizierung der zu den Sendungen gehörenden Angaben dienen. Die Unmöglichkeit der zeitnahen Aktualisierung der legislativen Daten war einer der Hauptgründe für das Scheitern des Systems.
2. RCS SHIFT: Rejected Consignement System ‚System für zurückgewiesene Sendungen‘, sollte die Angaben zu an den Grenzkontrollstellen zurückgewiesenen Sendungen zentral speichern, um zu verhindern, dass eine einmal zurückgewiesene Sendung eventuell über eine andere Grenzkontrollstelle eingeführt wird. Als Prototyp hatte dieses in Griechenland und Belgien funktioniert.
3. LMS SHIFT: Beim List Management System handelte sich um eine Datenbank die Listen der Drittstaatenbetriebe führt, die zum Export in die EU zugelassen sind. Diese Datenbank wird in Abhängigkeit zur Entwicklung der Gesetzgebung fortlaufend aktualisiert. Diese Funktion wurde in das System TRACES überführt.

Leider hat das System SHIFT nur als Prototyp funktioniert. Die unvollständige Ausführung der beiden Systeme – ANIMO und SHIFT – konnte die Umsetzung der Forderungen des ersten Pfeilers der Union nicht garantieren: Die Sicherheit der Gesundheitskontrollen – insbesondere an den Außengrenzen der EU – zu stärken und somit zur Bildung eines gemeinsamen Marktes beizutragen.

### Ursachen des Misserfolgs
Die Ursachen des Misserfolgs dieser Versuche sind vielfältig und nicht nur in den technischen Unzulänglichkeiten zu sehen.
1. Die Mitgliedstaaten waren vielleicht noch nicht soweit, im sensiblen Bereich der Tiergesundheit und der öffentlichen Gesundheit einen Teil ihrer Verantwortung zu delegieren. Man darf nicht vergessen, dass der Amtstierarzt der Grenzkontrollstelle die Verantwortung wahrnimmt, eine Sendung hereinzulassen oder nicht.
2. Ein europaweites, geschweige denn weltweites, Rechnernetz war damals (zu Beginn der 1990er Jahre) noch nicht vorstellbar.
3. Auf der lokalen Ebene der Grenzkontrollstellen war das Bewusstsein einer zugleich nationalen und europäischen Struktur noch weniger vorhanden als heutzutage.
4. Die Kommission selbst hat den Beginn des 21. Jahrhunderts abgewartet, um den Prozess mit größerem humanen und technischen Aufwand neu zu starten.

### TRACES – Der Anfang
Zu Beginn des 21. Jahrhunderts musste die Kommission den Misserfolg der Projekte ANIMO und SHIFT konstatieren. Die Systeme hatten sich während des Ausbruchs der Schweinepest Ende der 1990er Jahre als unbrauchbar erwiesen. Im Bericht A5-0396/2000 des Europäischen Parlaments vom 13. Dezember 2000,
Absatz 23 steht: „[…] fordert die Kommission auf, sicherzustellen, dass das ANIMO-System (Mitteilungssystem betreffend Tierverbringungen) unter der vollständigen Kontrolle der Kommission verwaltet und entwickelt wird“ und in cauda venenum Abschnitt 24: „[…] bedauert, dass drei Jahre nachdem Überlegungen über eine Bewertung des ANIMOSystems angestellt wurden, noch immer keine Verbesserungen eingeführt worden sind“.
Im Jahr 2002, folgend auf den Ausbruch der Maul- und Klauenseuche, forderte das Europäische Parlament die Kommission erneut auf „[…] rasch Maßnahmen zur Verbesserung des bestehenden Systems zur Überwachung von Tiertransporten innerhalb der EU (.Animo.-System) [zu] ergreifen.“
Die Entscheidung 2003/24/EG der Kommission vom 31. Dezember 2002 sieht vor, dass die Kommission ein neues Informationssystem ausarbeitet, ebenso die Entscheidung 2003/623/EG vom 19. August 2003 über die Entwicklung eines integrierten EDV-Systems für das Veterinärswesen. Artikel 1: „Im Rahmen der in der Entscheidung 2003/24/EG vorgesehenen Einrichtung eines einheitlichen EDV-Systems namens TRACES, das die Funktionen der Systeme ANIMO und SHIFT vereint, erarbeitet die Kommission das neue ANIMO-System und stellt dies den Mitgliedstaaten zur Verfügung.“ Diese „Zurverfügungstellung“ drückt bereits den zukünftigen Charakter des Systems aus. Das neue Netzwerk soll die Funktionen, die schon in ANIMO und SHIFT vorgesehen waren, integrieren:
- eine interaktive, auf dem Internet basierende, Architektur zwischen den nationalen Veterinärkontrollstrukturen (insbesondere Grenzkontrollstellen), den zentralen Veterinärbehörden der Mitgliedstaaten, der Europäischen Kommission und den Veterinärkontrollstrukturen der Drittstaaten und ihrer zentralen Veterinärbehörden;
- ein Zugriff auf EU-Gesetzestexte;
- eine Speicherung der Daten der zurückgewiesenen Erzeugnisse und Tiere;
- eine Verwaltung der Betriebe die zum Export in die EU zugelassen sind.[6]

Im Gegensatz zu ANIMO ist das TRACES-Netzwerk mit EU-internen Kräften realisiert, ohne ein externes Rechenzentrum in Anspruch zu nehmen. Die Generaldirektion Gesundheit und Verbraucher der Kommission ist für TRACES verantwortlich.

## Funktionsweise
N.B. TRACES funktioniert in 22 EU-Sprachen außerdem auf Chinesisch, Kroatisch, Isländisch, Norwegisch und Russisch. TRACES fasst folgende Funktionen zusammen:

### Ausstellung von Bescheinigungen
TRACES stellt in elektronischer Form, mit der Möglichkeit zum Ausdruck, die Tiergesundheitsbescheinigungen zur Verfügung, die die Transporte von Erzeugnissen oder lebenden Tieren innerhalb der Europäischen Union begleiten müssen. Die folgenden Bescheinigungen begleiten die Transporte sowohl in elektronischer als auch Papierform den gesamten Transportweg entlang:
- Veterinärbescheinigungen innergemeinschaftlicher Handel gemäß Verordnung 599/2004 der Kommission vom 30. März 2004[22];
- Veterinärbescheinigungen in die EU gemäß Entscheidung 2007/240/EG der Kommission vom 16. April 2007[23];
- Gemeinsames Veterinärdokument für die Einfuhr von Tieren gemäß Verordnung 282/2004 der Kommission vom 18. Februar 2004[24] und für Erzeugnisse gemäß Verordnung 136/2004 der Kommission vom 22. Januar 2004.[25]

### Benachrichtigung
Ein unmittelbarer Informationsaustausch im Sinne der Richtlinie 90/425/EWG des Rates vom 26. Juni 1990 insbesondere Artikel 4, 8, 10 and 20.
Artikel 20 Absatz 1 besagt:

„Die Kommission schafft nach dem in Artikel 18 genannten Verfahren ein informatisiertes System zum Verbund der Veterinärbehörden, insbesondere für einen leichteren Informationsaustausch zwischen den zuständigen Behörden der Regionen, in denen die die Tiere und tierischen Erzeugnisse begleitenden Gesundheitszeugnisse oder Dokumente ausgestellt wurden, und den zuständigen Behörden des Bestimmungsmitgliedsstaats.“

Bei jeder Etappe des Transports, z. B. beim Übergang in die EU über eine Grenzkontrollstelle (GKS), wird eine elektronische Nachricht von TRACES an die an dem Transport Beteiligten gesandt. Wenn bei einer Kontrolle eine Gefahr für die öffentliche Gesundheit oder die Tiergesundheit festgestellt wird, wird zusätzlich eine Benachrichtigung über das Alarmsystem RASFF ausgelöst.

### Verwaltung der Drittstaatenbetriebsliste
Auf Grundlage der Verordnung 854/2004 des Europäischen Parlaments und des Rates vom 29. April 2004 werden Listen der zum Export in die EU zugelassenen Drittstaatenbetriebe geführt. Diese Betriebe durchlaufen vor der Aufnahme in die Liste eine Zulassungsprozedur die von den Veterinärbehörden ihres Staates zusammen mit der Europäischen Kommission vollzogen wird. Die Betriebsliste ist auf der Website der EU verfügbar und in das TRACES-System integriert. Somit kann beim Ausfüllen einer Bescheinigung am Bildschirm ein Betrieb einfach aus einem Menü heraus ausgewählt werden.

### Entscheidungshilfen
TRACES stellt die anzuwendenden Gesetzestexte zur Verfügung. Die erforderlichen physischen oder verstärkten Kontrollen, gemäß Entscheidung 94/360/EG der Kommission vom 20. Mai 1994, werden je nach Gegebenheit ebenfalls angezeigt.

### Nachverfolgbarkeit
Nachverfolgbarkeit ist das Kernelement des Systems. TRACES speichert die Daten aller Importe oder Bewegungen innerhalb der EU von tierischen Erzeugnissen oder lebenden Tieren, dies erlaubt die unmittelbare zeitnahe Nachverfolgung des Transportweges im Falle eines größeren Problems. So speichert TRACES auch alle Angaben zu zurückgewiesenen Sendungen einschließlich des Grundes der Zurückweisung.

## Andere ähnliche Systeme weltweit

### Supranationale Netzwerke
AFSIS: (Asian Food Security Information System) ist ein System der ASEAN-Staaten sowie Japan, China und Korea. Dieses System basiert auf der Sammlung und dem Austausch von Informationen zur Lebensmittelsicherheit und bildet in etwa das Äquivalent eines zukünftigen TRACES-Netzes.

### Freihandelsabkommen
- Freihandelsabkommen zwischen Staaten mit Bezügen zur öffentlichen Gesundheit:
- MERCOSUR: Gemeinsamer Markt Südamerikas;
- UNASUR: Union Südamerikanischer Nationen, gegr. 23. Mai 2008, verfolgt mehr oder weniger die gleichen Ziele wie die EU;
- NAFTA ist nur ein Freihandelsabkommen. Gesundheitliche Aspekte sind niedergelegt in den Artikeln 712/713/714 ohne Erwähnung eines gemeinsamen Netzwerkes.

Diese Organisationen dienen dem freien Handel zwischen Staaten, sind aber noch nicht so weit, ein rechnergestütztes Informationssystem wie TRACES einzuführen. Trotz der Zollabkommen wird dadurch der Ablauf des Handels gebremst.